# 镇海区人民医院
镇海区人民医院，又名宁波市第七医院，是中国浙江省宁波市镇海区一所公立中医院。医院成立于2010年1月15日，依照三级综合医院标准建设，为镇海区区域医疗中心，2014年1月定级为二级甲等医院。